# سيرة سفلي (مقاطعة دورود)
سيرة سفلي (بالفارسية: سیره سفلی) هي قرية تقع في قسم حشمت‌آباد الريفي (مقاطعة دورود) في إيران. يقدر عدد سكانها بـ 43 نسمة بحسب إحصاء 2016.